# Глобални град
Глобални град, такође светски град или ређе алфа град или светски центар, представља град који се генерално сматра важним у глобалном економском систему. Концепт долази из географије и урбанистичких студија, те идеје да се глобализација може схватити као направљена, конструисана и изабрана за стратешке географске локације према хијерархији важности за глобални финансијски и трговачки систем.
Најсложенији од термина је „глобални град”, град који има директан и опипљив ефекат на глобална питања, и то на социоекономски начин. Употребу термина „глобални град” у односу на „мегаград” повећала је социологиња Сасија Сасен својим радом из 1991. године — Глобални град: Њујорк, Лондон, Токио (енгл. The Global City: New York, London, Tokyo), с тим да се термин „светски град” (који означава градове који имају диспропорционалан ефекат на глобална питања) почео употребљавати још маја 1886. године када га је The Illustrated London News употребио за Ливерпул. Патрик Гедес је такође користио термин „светски град”, нешто касније, 1915. године. Однедавно се сматра да се термин може поистоветити са утицајем града и ’финансијским капиталом’, а да остали фактори све више постају нерелевантни.
Спискове глобалних градова објављује Истраживачка мрежа глобализације и главних градова (енгл. Globalization and World Cities Research Network, GaWC).

## Такође погледајте
- Екуменополис
- Финансијски центар
- Мегалополис
- Метрополис